# Interkontinentalni kup (košarka)
Interkontinentalni kup (povremeno i Svjetsko prvenstvo za košarkaške klubove) je košarkaško natjecanje koje organizira FIBA, da bi se odredio najbolji košarkaški klub na svijetu. Natjecanje je trajalo između 1966. i 1987., kad ga je naslijedio McDonald's Championship, uz pokušaj održavanja natjecanja 1996. Od 2013. godine se ponovno održava.
Natjecanje je održavano kao turnir, uz sudjelovanje između 4 i 10 momčadi, a na svakom izdanju (između 1966. i 1987.) su sudjelovali:
- predstavnik Europe - uključujući i osvajača kupa prvaka
- predstavnik Južne Amerike - osvajač Campeonato Sudamericano de Clubes
- predstavnik SAD-a - uglavnom sveučilišna momčad ili selekcija iz NCAA lige, povremeno iz nižih NABL i CBA liga
- predstavnici zemlje domaćina

## Pobjednici i finalisti
| Godina | Zemlja domaćin  | Broj klubova | Pobjednik                       | Rezultat finala      | Viceprvak                              |
| ------ | --------------- | ------------ | ------------------------------- | -------------------- | -------------------------------------- |
| 1966.  | Španjolska      | 4            | Ignis Pallacanestro Varese      | 66:59                | Corinthians (Sao Paulo)                |
| 1967.  | Italija         | 5            | Akron Goodyear Wingfoots        | 78:72                | Ignis Pallacanestro Varese             |
| 1968.  | SAD             | 4            | Akron Goodyear Wingfoots        | 105:73               | Real Madrid                            |
| 1969.  | SAD             | 5            | Akron Goodyear Wingfoots        | 84:71                | Spartak Brno                           |
| 1970.  | Italija         | 5            | Ignis Pallacanestro Varese      | liga                 | Real Madrid                            |
| 1973.  | Brazil          | 5            | Ignis Pallacanestro Varese      | liga                 | EC Sirio (Sao Paulo)                   |
| 1974.  | Meksiko         | 6            | Maryland Terrapins              | liga                 | Ignis Pallacanestro Varese             |
| 1975.  | Italija         | 6            | Forst Pallacanestro Cantu       | liga                 | EC Amazonas Franca                     |
| 1976.  | Argentina       | 6            | Real Madrid                     | liga                 | Mobilgirgi Pallacanestro Varese        |
| 1977.  | Španjolska      | 6            | Real Madrid                     | liga                 | Mobilgirgi Pallacanestro Varese        |
| 1978.  | Argentina       | 5            | Real Madrid                     | liga                 | Obras Sanitarias (Buenos Aires)        |
| 1979.  | Brazil          | 5            | EC Sirio (Sao Paulo)            | liga                 | Bosna Sarajevo                         |
| 1980.  | Jugoslavija     | 5            | Maccabi Elite Tel Aviv          | liga                 | AA Francana (Franca)                   |
| 1981.* | Brazil          | 10           | Real Madrid                     | 109:83               | EC Sirio (Sao Paulo)                   |
| 1982.  | Nizozemska      | 6            | Ford Pallacanestro Cantu        | liga                 | Nashua EBBC (Den Bosch)                |
| 1983.  | Argentina       | 6            | Obras Sanitarias (Buenos Aires) | liga                 | Jollycolombani Pallacanestro Cantu     |
| 1984.  | Brazil          | 5            | Banco di Roma Virtus (Rim)      | liga                 | Obras Sanitarias (Buenos Aires)        |
| 1985.* | Španjolska      | 10           | Barcelona                       | 93:89                | Monte Libano (Sao Paulo)               |
| 1986.* | Argentina       | 8            | Žalgiris Kaunas                 | 84:78                | Club Ferro Carril Oeste (Buenos Aires) |
| 1987.* | Italija         | 8            | Tracer Olimpia Milano           | 100:84               | Barcelona                              |
| 1996.  | Argentina Grčka | 2            | Panathinaikos (Atena)           | 93:89, 83:78, 101:76 | Olimpia de Venado Tuerto               |
| 2013.  | Brazil          | 2            | Olympiakos Pirej                | 81:70, 86:69         | EC Pinheiros (São Paulo)               |
| 2014.  | Brazil          | 2            | Flamengo (Rio de Janeiro)       | 66:69, 90:77         | Maccabi Electra Tel Aviv               |
| 2015.  | Brazil          | 2            | Real Madrid                     | 90:91, 81:79         | Bauru Baket                            |
| 2016.  | Njemačka        | 2            | Guaros de Lara Barquisimeto     | 74:69                | Fraport Skyliners (Frankfurt)          |

* 1981., 1985., 1986., 1987. - Svjetsko prvenstvo za košarkaške klubove 

## Poveznice
- McDonald's Championship
- Euroliga
- linguasport.com, s rezultatima Interkontinentalnog kupa
- kosmagazin.com, Interkontinentalni kup